# حي نانتون
حي نانتون (بالصينية: 南屯區) هو منطقة حضرية في تايشونغ، تايوان. كانت جزءًا من تايتشونغ قبل دمج المدينة والمقاطعة في عام 2010.

## الديموغرافيا
بلغ عدد سكان حي نانتون في عام 2016 166،685 نسمة - 86،877 امرأة و 79،808 رجل. بلغ عدد الأسر 60928 أسرة ، مما يعني أن متوسط عدد أفراد الأسرة يبلغ 2.74 نسمة.
| عام  | عدد السكان | كثافة السكان | نساء   | رجال   | أسرة   |
| ---- | ---------- | ------------ | ------ | ------ | ------ |
| 2011 | 155 768    | 4983         | 80 550 | 75 218 | 54 515 |
| 2012 | 158 300    | 5064         | 81 955 | 76 345 | 55 935 |
| 2013 | 159 952    | 5117         | 82 964 | 76 988 | 57 025 |
| 2014 | 161 906    | 5179         | 84 113 | 77 793 | 58 370 |
| 2015 | 164 575    | 5265         | 85 725 | 78 850 | 59 732 |
| 2016 | 166 685    | 5332         | 86 877 | 79 808 | 60 928 |

## المؤسسات الحكومية
- المركز الوطني لمسح الأراضي ورسم الخرائط
- وكالة الموارد المائية

## التعليم
- جامعة لينغ تونغ

## الجذب السياحي
- حديقة فنجل للنحت
- مدرج الإنجاز
- متحف لينغ تونغ نوميسماتيك
- قرية قوس قزح
- مسجد تايتشونغ